# مونتيردي
بلدية مونتيردي (بالإسبانية: Monterde) هي بلدية تقع في مقاطعة سرقسطة التابعة لمنطقة أراغون شمال شرق إسبانيا.

## الديموغرافيا
بلغ عدد سكان بلدية مونتيردي 190 نسمة عام 2011 (وفقاً للمعهد الوطني الإسباني للإحصاء).
| 238 | 278 | 234 | 229 | 221 | 198 | 190 |